# A-12 Avenger II
A-12 Avenger II (укр. «Еве́нджер II») розроблявся американською владою як всепогодний бомбардувальник палубної авіації, виконаний за технологією Стелс, для заміни Grumman A-6 Intruder у складі ВМС Сполучених Штатів. Розробниками були McDonnell Douglas і General Dynamics. Розробку припинили 1991 року у зв'язку з його високою ціною.

## Розробка
Корпус літака проєктувався за схемою літаюче крило у формі рівнобедреного трикутника, з кабіною розташованою поблизу його вершини.
Силова установка літака мала складатися з двох турбореактивних двигунів F412-GE-D5F2 з форсажною камерою, що створюють тягу по 58 кН кожен.
До складу озброєння входило до двох ракет AIM-120 AMRAAM, двох AGM-88 HARM, а також повний комплекс озброєння класу повітря-земля, у тому числі бомби Mark 82 і кореговані авіабомби. 
При створенні літака розробники зіткнулися з безліччю проблем, при вирішенні яких вартість літака зросла до $ 165 млн за одиницю. У січні 1991 року проєкт закритий міністром оборони Діком Чейні.

## Технічні характеристики
- Екіпаж: 2 пілота
- Довжина: 11,5 м
- Розмах крила:
  - Розгорнуте: 21,4 м
  - Складене: 11,0 м
- Висота: 3,4 м
- Площа крила: 122 м²
- Маса порожнього: 17700 кг
- Злітна маса: 36300 кг

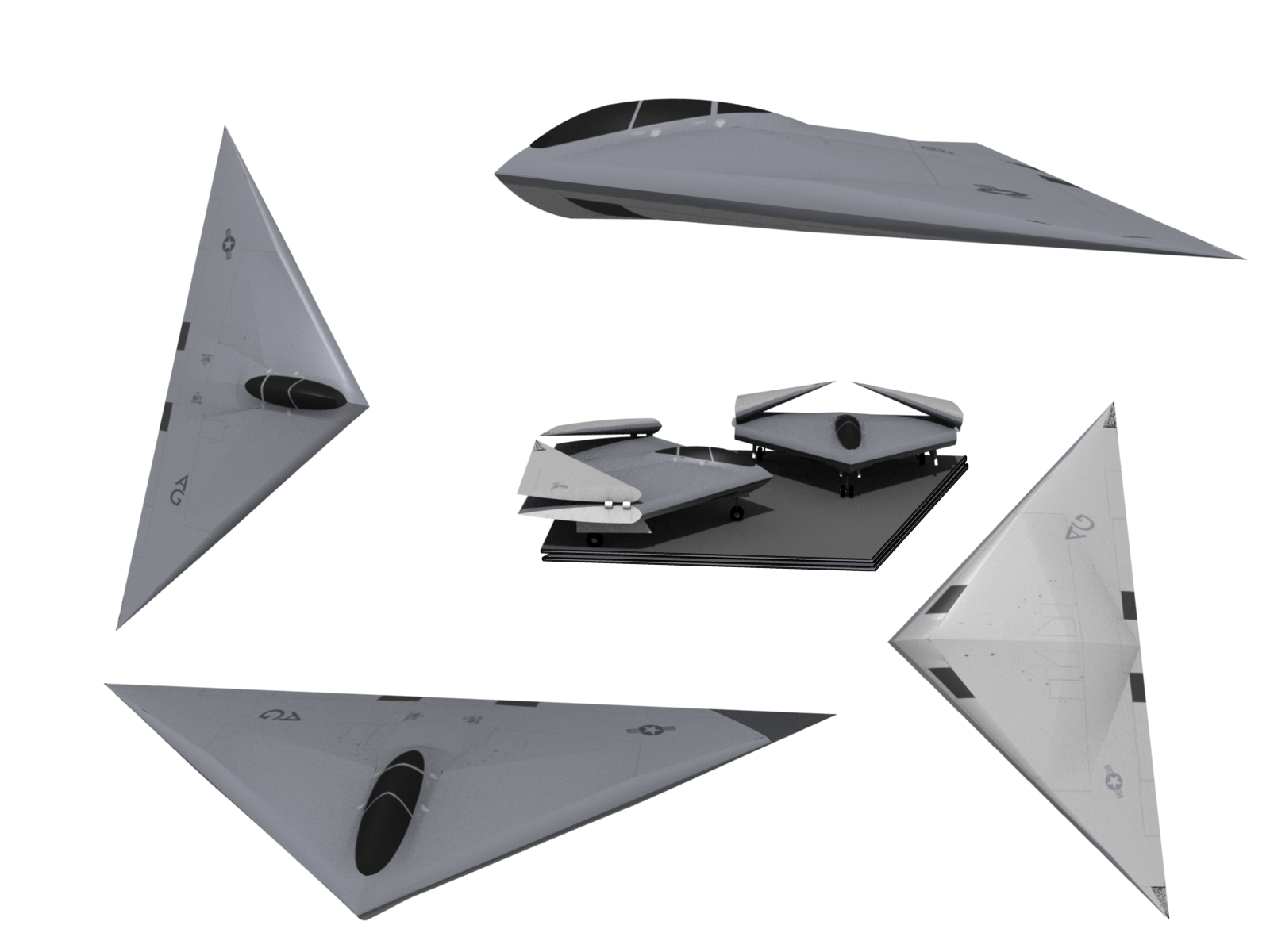
Види A-12 з різних боків

- Силова установка: 2 × турбореактивних двигуна F412-GE-D5F2
- Максимальна швидкість: 930 км/год
- Дальність польоту: 1480 км
- Практична стеля: 12200 м
- Швидкопідйомність: 5000 м/хв
- Навантаження на крило: 300 кг/м ²
- тягооснащеність: 0.325